# جزیره آتشفشانی و دالان‌های گدازه ججو
جزیره آتشفشانی و دالان‌های گدازه ججو (کره‌ای: 제주 화산섬과 용암 동굴) یک سایت میراث جهانی در کره جنوبی است. این سایت که در سال ۲۰۰۷ به عنوان یکی از میراث‌های جهانی یونسکو ثبت شد، به دلیل سیستم دالان‌های گدازه گومون‌اوروم و نمایش ویژگی‌های متنوع و قابل دسترس آتشفشانی، به‌طور برجسته‌ای به درک بهتر آتشفشان‌شناسی جهانی کمک می‌کند.
جه‌جو جزیره‌ای آتشفشانی است که ۱۳۰ کیلومتر از سواحل جنوبی شبه‌جزیره کره فاصله دارد. این جزیره بزرگ‌ترین جزیره و کوچک‌ترین استان کره جنوبی است و مساحتی معادل ۱٬۸۴۶ کیلومتر مربع دارد.